# Critics' Choice Award al miglior regista
Il Critics' Choice Award al miglior regista (Critics' Choice Movie Award for Best Director) è un premio cinematografico assegnato annualmente nel corso dei Critics' Choice Awards (in precedenza noti anche come Critics' Choice Movie Awards).

## Vincitori e candidati
I vincitori sono indicati in grassetto.

### Anni 1990
- 1996
  - Mel Gibson - Braveheart - Cuore impavido (Braveheart)
  - Ron Howard - Apollo 13
- 1997: Anthony Minghella - Il paziente inglese (The English Patient)
- 1998: James Cameron - Titanic
- 1999: Steven Spielberg - Salvate il soldato Ryan (Saving Private Ryan)

### Anni 2000
- 2000: Sam Mendes - American Beauty
- 2001: Steven Soderbergh - Erin Brockovich - Forte come la verità (Erin Brockovich) e Traffic
- 2002
  - Ron Howard - A Beautiful Mind
  - Baz Luhrmann - Moulin Rouge!
  - Peter Jackson - Il Signore degli Anelli - La Compagnia dell'Anello (The Lord of the Rings: The Fellowship of the Ring)
- 2003
  - Steven Spielberg - Prova a prendermi (Catch Me If You Can)
  - Roman Polański - Il pianista (The Pianist)
  - Martin Scorsese - Gangs of New York
- 2004
  - Peter Jackson - Il Signore degli Anelli - Il ritorno del re (The Lord of the Rings: The Return of the King)
  - Tim Burton - Big Fish - Le storie di una vita incredibile (Big Fish)
  - Sofia Coppola - Lost in Translation - L'amore tradotto (Lost in Translation)
  - Clint Eastwood - Mystic River
  - Jim Sheridan - In America - Il sogno che non c'era (In America)
- 2005
  - Martin Scorsese - The Aviator
  - Clint Eastwood - Million Dollar Baby
  - Marc Forster - Neverland - Un sogno per la vita (Finding Neverland)
  - Taylor Hackford - Ray
  - Alexander Payne - Sideways - In viaggio con Jack (Sideways)
- 2006
  - Ang Lee - I segreti di Brokeback Mountain (Brockback Mountain)
  - George Clooney - Good Night, and Good Luck.
  - Paul Haggis - Crash - Contatto fisico (Crash)
  - Ron Howard - Cinderella Man - Una ragione per lottare (Cinderella Man)
  - Steven Spielberg - Munich
- 2007
  - Martin Scorsese - The Departed - Il bene e il male (The Departed)
  - Bill Condon - Dreamgirls
  - Clint Eastwood - Lettere da Iwo Jima (Letters from Iwo Jima)
  - Stephen Frears - The Queen - La regina (The Queen)
  - Paul Greengrass - United 93
- 2008
  - Joel ed Ethan Coen - Non è un paese per vecchi (No Country for Old Men)
  - Tim Burton - Sweeney Todd - Il diabolico barbiere di Fleet Street (Sweeney Todd: The Demon Barber of Fleet Street)
  - Sean Penn - Into the Wild - Nelle terre selvagge (Into the Wild)
  - Julian Schnabel - Lo scafandro e la farfalla (Le scaphandre et le papillon)
  - Joe Wright - Espiazione (Atonement)
- 2009
  - Danny Boyle - The Millionaire (Slumdog Millionaire)
  - David Fincher - Il curioso caso di Benjamin Button (The Curious Case of Benjamin Button)
  - Ron Howard - Frost/Nixon - Il duello (Frost/Nixon)
  - Christopher Nolan - Il cavaliere oscuro (The Dark Knight)
  - Gus Van Sant - Milk
- 2010
  - Kathryn Bigelow - The Hurt Locker
  - James Cameron - Avatar
  - Lee Daniels - Precious
  - Clint Eastwood - Invictus - L'invincibile (Invictus)
  - Jason Reitman - Tra le nuvole (Up in the Air)
  - Quentin Tarantino - Bastardi senza gloria (Inglourious Basterds)

### Anni 2010
- 2011
  - David Fincher - The Social Network
  - Darren Aronofsky - Il cigno nero (Black Swan)
  - Danny Boyle - 127 ore (127 Hours)
  - Joel ed Ethan Coen - Il Grinta (True Grit)
  - Tom Hooper - Il discorso del re (The King's Speech)
  - Christopher Nolan - Inception
- 2012
  - Michel Hazanavicius - The Artist
  - Stephen Daldry - Molto forte, incredibilmente vicino (Extremely Loud and Incredibly Close)
  - Alexander Payne - Paradiso amaro (The Descendants)
  - Nicolas Winding Refn - Drive
  - Martin Scorsese - Hugo Cabret (Hugo)
  - Steven Spielberg - War Horse
- 2013
  - Ben Affleck - Argo
  - Kathryn Bigelow - Zero Dark Thirty
  - Tom Hooper - Les Misérables
  - Ang Lee - Vita di Pi (Life of Pi)
  - David O. Russell - Il lato positivo - Silver Linings Playbook
  - Steven Spielberg - Lincoln
- 2014
  - Alfonso Cuarón - Gravity
  - Paul Greengrass - Captain Phillips - Attacco in mare aperto (Captain Phillips)
  - Spike Jonze - Lei (Her)
  - Steve McQueen - 12 anni schiavo (12 Years a Slave)
  - David O. Russell - American Hustle - L'apparenza inganna
  - Martin Scorsese - The Wolf of Wall Street
- 2015
  - Richard Linklater - Boyhood
  - Wes Anderson - Grand Budapest Hotel (The Grand Budapest Hotel)
  - Ava DuVernay - Selma - La strada per la libertà (Selma)
  - David Fincher - L'amore bugiardo - Gone Girl (Gone Girl)
  - Alejandro G. Iñárritu - Birdman
  - Angelina Jolie - Unbroken
- 2016 (Gennaio)
  - George Miller - Mad Max: Fury Road
  - Todd Haynes - Carol
  - Alejandro G. Iñárritu - Revenant - Redivivo (The Revenant)
  - Tom McCarthy - Il caso Spotlight (Spotlight)
  - Ridley Scott - Sopravvissuto - The Martian (The Martian)
  - Steven Spielberg - Il ponte delle spie (Bridge of Spies)
- 2016 (Dicembre)
  - Damien Chazelle - La La Land
  - Mel Gibson - La battaglia di Hacksaw Ridge (Hacksaw Ridge)
  - Barry Jenkins - Moonlight
  - Kenneth Lonergan - Manchester by the Sea
  - David Mackenzie - Hell or High Water
  - Denis Villeneuve - Arrival
  - Denzel Washington - Barriere (Fences)
- 2018
  - Guillermo del Toro - La forma dell'acqua - The Shape of Water (The Shape of Water)
  - Greta Gerwig - Lady Bird
  - Luca Guadagnino - Chiamami col tuo nome (Call Me by Your Name)
  - Martin McDonagh - Tre manifesti a Ebbing, Missouri (Three Billboards Outside Ebbing, Missouri)
  - Christopher Nolan - Dunkirk
  - Jordan Peele - Scappa - Get Out (Get Out)
  - Steven Spielberg - The Post
- 2019
  - Alfonso Cuarón - Roma
  - Damien Chazelle - First Man - Il primo uomo (First Man)
  - Bradley Cooper - A Star Is Born
  - Peter Farrelly - Green Book
  - Yorgos Lanthimos - La favorita (The Favourite)
  - Spike Lee - BlacKkKlansman
  - Adam McKay - Vice - L'uomo nell'ombra (Vice)

### Anni 2020
- 2020
  - Bong Joon-ho - Parasite (Gisaenchung) ex aequo
  - Sam Mendes - 1917 ex aequo
  - Noah Baumbach - Storia di un matrimonio (Marriage Story)
  - Greta Gerwig - Piccole donne (Little Women)
  - Josh e Benny Safdie - Diamanti grezzi (Uncut Gems)
  - Martin Scorsese - The Irishman
  - Quentin Tarantino - C'era una volta a... Hollywood (Once Upon a Time... in Hollywood)
- 2021
  - Chloé Zhao - Nomadland
  - Lee Isaac Chung - Minari
  - Emerald Fennell - Una donna promettente (Promising Young Woman)
  - David Fincher - Mank
  - Spike Lee - Da 5 Bloods - Come fratelli (Da 5 Bloods)
  - Regina King - Quella notte a Miami... (One night in Miami...)
  - Aaron Sorkin - Il processo ai Chicago 7 (The Trial of the Chicago 7)
- 2022
  - Jane Campion - Il potere del cane (The Power of the Dog)
  - Paul Thomas Anderson - Licorice Pizza
  - Kenneth Branagh - Belfast
  - Guillermo del Toro - La fiera delle illusioni - Nightmare Alley (Nightmare Alley)
  - Steven Spielberg - West Side Story
  - Denis Villeneuve - Dune
- 2023
  - Daniel Kwan e Daniel Scheinert - Everything Everywhere All at Once
  - James Cameron - Avatar - La via dell'acqua (Avatar: The Way of Water)
  - Damien Chazelle - Babylon
  - Todd Field - Tár
  - Baz Luhrmann - Elvis
  - Martin McDonagh - Gli spiriti dell'isola (The Banshees of Inisherin)
  - Sarah Polley - Women Talking - Il diritto di scegliere (Women Talking)
  - Gina Prince-Bythewood - The Woman King
  - Steven Spielberg - The Fabelmans
- 2024[1]
  - Christopher Nolan - Oppenheimer
  - Bradley Cooper - Maestro
  - Greta Gerwig - Barbie
  - Yorgos Lanthimos - Povere creature! (Poor Things)
  - Alexander Payne - The Holdovers - Lezioni di vita (The Holdovers)
  - Martin Scorsese - Killers of the Flower Moon

- 2025[2][3]
  - Jon M. Chu – Wicked (Wicked: Part I)
  - Jacques Audiard – Emilia Pérez
  - Sean Baker – Anora
  - Edward Berger – Conclave
  - Brady Corbet – The Brutalist
  - Coralie Fargeat – The Substance
  - RaMell Ross - Nickel Boys
  - Denis Villeneuve - Dune - Parte due (Dune: Part Two)